# Ixorida palawanica
Ixorida palawanica är en skalbaggsart som beskrevs av Moser 1910. Ixorida palawanica ingår i släktet Ixorida och familjen Cetoniidae. Inga underarter finns listade i Catalogue of Life.